# Храм воздуха
«Храм воздухa» (азерб. Ölsəm... Bağışla, в буквальном переводе "Если умру... Прости") — драма 1989 года. Премьера кинофильма состоялась в феврале 1990 года в Москве.

## Сюжет
Действиe фильма происходит в послевоенное время. Не дожидаясь демобилизации, герой фильма Юсиф спешит в Баку, но его арестовывают и сажают в тюрьму. Отсидев год, Юсиф возвращается в Баку, где узнаёт, что отец, несправедливо обвинённый в воровстве, скончался в лагере, а любимая девушка вышла замуж. Единственное, благодаря чему он может прожить какое-то время в родных местах, в которые он так стремился — это смирение и терпимость…

## В ролях
- Фахраддин Манафов — Юсиф
- Гюльзар Курбанова — Гюля
- Садая Мустафаева — мать Юсифа
- Мухтар Маниев — Сеидрза
- Низами Мусаев — Джавад
- Агасаф Садыхбеков — Эльдар
- Улькер Кулиева — Наза
- Виктор Демерташ — Эдик
- Андрей Прохоров — Виктор
- Расми Джабраилов
- Андрей Юренев
- Галина Кузнецова — хозяйка
- Мария Степанова — тётя Маруся
- Гасан Мамедов — Фируз
- Гаджи Исмайлов — Гулам
- Елена Костина — Зина
- Алия Мусаева — Зуля
- Зульфюгар Баратзаде — Балададаш
- Валиахд Велиев — бродяга
- Константин Готич — Золотозубый \Жора\
- Борис Давидян — певец в ресторане Кисловодска

## Критика
Валерий Туровский так охарактеризовал фильм:
Прошлое во всей его суровой мрачности возникнет в азербайджанской картине «Храм воздуха» — агония сталинского режима. В фильме Ибрагимбекова и Оджагова очень достоверно ощущение нечаянной свободы, нечаянно свалившейся на страну-победительницу. Великая Победа в Великой войне дала надежду на продых. Но свободу, которую и не собирались давать, тут же отобрали. Снова доносы, допросы, «признанки», «несознанки», бегство от уголовников, особистов, попытка спастись в городе мечты Кисловодске, где есть волшебный храм воздуха. 

Герой придёт туда с вернувшейся к нему любимой женщиной, с верой в возможность начать новую жизнь, с мечтой отряхнуться от воспоминаний ужасов войны и позора допросов — и всё равно погибнет от рук уголовников, которых сталинские орлы-стервятники не без оснований считали «социально близкими». У искреннего, честного, мягкого Юсифа (Фархад Манафов) нет и не может быть иной участи в сталинском государстве-застенке."Советский экран" № 4, 1990 год.

## Награды
- Премия и приз за лучший художественный фильм на I-м фестивале-конкурсе Азербайджанских фильмов (Баку, 1991).
- Гран-при за лучшее исполнение женской и мужской роли Г. Курбановой и Ф. Манафову на I региональном Кинофестивале киноактёров стран Казахстана, Средней Азии и Азербайджана «Шёлковый путь» (Чимкент, 1992).

## Ссылка
- Olsem Bagishla — Храм воздуха